# Dél-Korea himnusza
Az Egukka (hangul: 애국가, handzsa: 愛國歌, RR: Aeugukga) Dél-Korea nemzeti himnusza.

## Története
A közhiedelem szerint a himnusz szövegét valamikor a 19. század végén írta Jun Cshiho (Yun Chiho)  koreai politikus, illetve más források szerint An Cshangho (An Chang-ho) függetlenségpárti vezető és pedagógus. Az eredeti szöveg 1907-ben jelent meg nyomtatásban, de azóta többször változtattak rajta.
A himnuszt eleinte az Auld Lang Syne című skót népdal dallamára énekelték, mai zenéjét An Ikthe (An Ik-tae) Spanyolországban élő ismert koreai zeneszerző szerezte 1935-ben. Az általa írt megzenésítést először a Sanghajban székelő ideiglenes koreai kormány fogadta el, majd 1948-ban, a Koreai Köztársaság megalapításának alkalmából rendezett ünnepségen is ezt a változatot énekelték és még ugyanebben az évben hivatalossá tették.

## Szerzői jogi problémák
Mivel An Ikthe (An Ik-tae) csak 1965-ben hunyt el, az általa írt megzenésítés még egészen 2035-ig jogvédett marad. 2003-ban egy szerzői jogokat védő egyesület két koreai profi futballcsapatot is beperelt a himnusz nyilvános előadásáért; majd ezt követően 2005-ben a szerző özvegye és annak családja a dalhoz kapcsolódó összes jogukról lemondtak a koreai kormány javára. A himnusz 19. században írt szövegének szerzői jogi védelmi ideje már lejárt.

## Szövege
|        | Hangul                                                             | Handzsa                                                            | Átírás | Angol fordítás |
| ------ | ------------------------------------------------------------------ | ------------------------------------------------------------------ | --- | --- |
| 1      | 동해 물과 백두산이 마르고 닳도록 하느님이 보우하사 우리나라 만세   | 東海 물과 白頭山이 마르고 닳도록 하느님이 保佑하사 우리나라 萬歲   | Tonghe mulgva Pektuszani marugo talthorok (Donghae mulgwa Baekdusani mareugo daltorok) Hanunimi pouhasza urinara mansze (Haneunimi bouhasa urinara manse)                           | Until the East Sea's waters and Baekdu Mountain are dry and worn away, God protects and helps us. May our nation be eternal!          |
| 2      | 남산 위에 저 소나무 철갑을 두른 듯 바람서리 불변함은 우리 기상일세 | 南山 위에 저 소나무 鐵甲을 두른 듯 바람서리 不變함은 우리 氣像일세 | Namszan üe cso szonamu csholgabul turun tut (Namsan wie jeo sonamu cheolgabeul dureun deut) Param szori pulbjonhamun uri kiszangilsze (Baram seori bulbyeonhameun uri gisangilse)   | The pinetree atop Nam Mountain is unchangeable under wind and frost as if wrapped in armour, our spirit as it is.                     |
| 3      | 가을 하늘 공활한데 높고 구름 없이 밝은 달은 우리 가슴 일편단심일세 | 가을 하늘 空豁한데 높고 구름 없이 밝은 달은 우리 가슴 一片丹心일세 | Kaul hanul konghvalhande nopko kurum obsi (Ga-eul haneul gonghwalhande nopgo gureum eopsi) Palgun tarun uri kaszum ilphjondansimilsze (Balgeun dareun uri gaseum ilpyeondansimilse) | Autumn sky is void and vast, high and cloudless, the bright moon is our heart, undivided and true.                                    |
| 4      | 이 기상과 이 맘으로 충성을 다하여 괴로우나 즐거우나 나라 사랑하세  | 이 氣像과 이 맘으로 忠誠을 다하여 괴로우나 즐거우나 나라 사랑하세  | I kiszanggva i mamuro cshungszongul tahajo (I gisanggwa i mameuro chungseong-eul dahayeo) Körouna csulgouna nara szaranghasze (Goerouna jeulgeouna nara saranghase)                 | With this spirit and this mind, give all loyalty, in suffering or in joy, love the country.                                           |
| Refrén | 무궁화 삼천리 화려강산 대한사람 대한으로 길이 보전하세             | 無窮花 三千里 華麗江山 大韓사람 大韓으로 길이 保全하세             | Mugunghva szamcsholli hvarjogangszan (Mugunghwa samcheolli hwaryeogangsan) Tehanszaram Tehanuro kiri podzsonhasze (Daehansaram Daehaneuro giri bojeonhase)                          | Sharon Rose-filled three thousand Li of splendid rivers and mountains, Great Han People, let us everlastingly preserve the Great Han. |